# Gori
Gori (tiếng Gruzia: გორი) là một thành phố Gruzia. Thành phố là thủ phủ vùng Shida Kartli và trung tâm của huyện hành chính cùng tên. Tên gọi theo tiếng Gruzia gora (გორა), nghĩa là"đống"hoặc"đồi".. Dân số năm 2014 là 48.143 người.

## Khí hậu
| Dữ liệu khí hậu của Gori (1981–2010)    | Dữ liệu khí hậu của Gori (1981–2010) | Dữ liệu khí hậu của Gori (1981–2010) | Dữ liệu khí hậu của Gori (1981–2010) | Dữ liệu khí hậu của Gori (1981–2010) | Dữ liệu khí hậu của Gori (1981–2010) | Dữ liệu khí hậu của Gori (1981–2010) | Dữ liệu khí hậu của Gori (1981–2010) | Dữ liệu khí hậu của Gori (1981–2010) | Dữ liệu khí hậu của Gori (1981–2010) | Dữ liệu khí hậu của Gori (1981–2010) | Dữ liệu khí hậu của Gori (1981–2010) | Dữ liệu khí hậu của Gori (1981–2010) | Dữ liệu khí hậu của Gori (1981–2010) |
| Tháng                                   | 1                                    | 2                                    | 3                                    | 4                                    | 5                                    | 6                                    | 7                                    | 8                                    | 9                                    | 10                                   | 11                                   | 12                                   | Năm                                  |
| --------------------------------------- | ------------------------------------ | ------------------------------------ | ------------------------------------ | ------------------------------------ | ------------------------------------ | ------------------------------------ | ------------------------------------ | ------------------------------------ | ------------------------------------ | ------------------------------------ | ------------------------------------ | ------------------------------------ | ------------------------------------ |
| Cao kỉ lục °C (°F)                      | 15.6 (60.1)                          | 19.3 (66.7)                          | 26.0 (78.8)                          | 30.5 (86.9)                          | 32.0 (89.6)                          | 34.4 (93.9)                          | 37.4 (99.3)                          | 38.0 (100.4)                         | 36.6 (97.9)                          | 30.9 (87.6)                          | 24.0 (75.2)                          | 17.3 (63.1)                          | 38.0 (100.4)                         |
| Trung bình ngày tối đa °C (°F)          | 4.8 (40.6)                           | 6.1 (43.0)                           | 11.4 (52.5)                          | 17.6 (63.7)                          | 21.6 (70.9)                          | 25.5 (77.9)                          | 28.5 (83.3)                          | 28.7 (83.7)                          | 24.4 (75.9)                          | 18.5 (65.3)                          | 11.4 (52.5)                          | 6.2 (43.2)                           | 17.1 (62.8)                          |
| Trung bình ngày °C (°F)                 | 0.0 (32.0)                           | 0.8 (33.4)                           | 5.3 (41.5)                           | 10.9 (51.6)                          | 15.1 (59.2)                          | 19.1 (66.4)                          | 22.2 (72.0)                          | 22.2 (72.0)                          | 18.0 (64.4)                          | 12.3 (54.1)                          | 5.7 (42.3)                           | 1.4 (34.5)                           | 11.1 (52.0)                          |
| Tối thiểu trung bình ngày °C (°F)       | −3.7 (25.3)                          | −3.3 (26.1)                          | 0.4 (32.7)                           | 5.1 (41.2)                           | 9.4 (48.9)                           | 13.4 (56.1)                          | 16.7 (62.1)                          | 16.4 (61.5)                          | 12.2 (54.0)                          | 7.0 (44.6)                           | 1.4 (34.5)                           | −2.4 (27.7)                          | 6.1 (43.0)                           |
| Thấp kỉ lục °C (°F)                     | −19.6 (−3.3)                         | −19.9 (−3.8)                         | −15.1 (4.8)                          | −10.5 (13.1)                         | −1.0 (30.2)                          | 2.8 (37.0)                           | 7.7 (45.9)                           | 6.1 (43.0)                           | 0.2 (32.4)                           | −4.8 (23.4)                          | −11.4 (11.5)                         | −22.2 (−8.0)                         | −22.2 (−8.0)                         |
| Lượng Giáng thủy trung bình mm (inches) | 34.1 (1.34)                          | 32.1 (1.26)                          | 33.0 (1.30)                          | 50.0 (1.97)                          | 59.9 (2.36)                          | 61.8 (2.43)                          | 44.8 (1.76)                          | 40.6 (1.60)                          | 29.6 (1.17)                          | 43.0 (1.69)                          | 46.8 (1.84)                          | 33.9 (1.33)                          | 508.0 (20.00)                        |
| Nguồn: Tổ chức Khí tượng Thế giới       |                                      |                                      |                                      |                                      |                                      |                                      |                                      |                                      |                                      |                                      |                                      |                                      |                                      |

## Nhân khẩu
| Năm    | 1865  | 1897   | 1914   | 1916   | 1977   | 1989   | 2002   | 2014   |
| Dân số | 5.100 | 10.500 | 25.700 | 18.454 | 54.100 | 68.924 | 49.522 | 48.143 |